# Rudnik (gmina w województwie lubelskim)

Logo gminy

Rudnik – gmina wiejska w województwie lubelskim, w powiecie krasnostawskim. W latach 1975–1998 gmina położona była w województwie zamojskim.
Siedziba gminy to Rudnik.
Według danych z 30 czerwca 2004 gminę zamieszkiwało 3605 osób.

## Struktura powierzchni
Według danych z roku 2002 gmina Rudnik ma obszar 88,4 km², w tym:
- użytki rolne: 86%
- użytki leśne: 9%

Gmina stanowi 7,77% powierzchni powiatu.

## Demografia

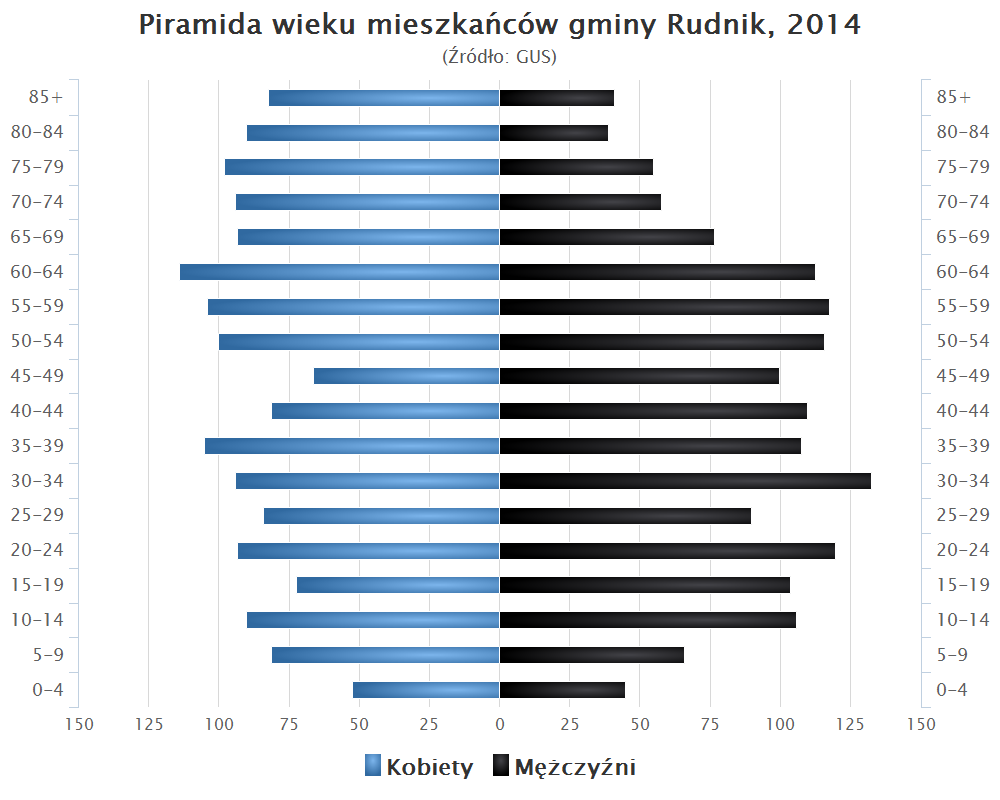
Piramida wieku mieszkańców gminy Rudnik w 2014 roku

Dane z 30 czerwca 2004:
| Opis                              | Ogółem | Ogółem | Kobiety | Kobiety | Mężczyźni | Mężczyźni |
| --------------------------------- | ------ | ------ | ------- | ------- | --------- | --------- |
| jednostka                         | osób   | %      | osób    | %       | osób      | %         |
| populacja                         | 3605   | 100    | 1841    | 51,1    | 1764      | 48,9      |
| gęstość zaludnienia (mieszk./km²) | 40,8   | 40,8   | 20,8    | 20,8    | 20        | 20        |

## Wsie sołeckie
Bzowiec, Joanin, Kaszuby, Majdan Borowski Pierwszy, Majdan Kobylański, Majdan Łuczycki, Maszów, Mościska, Płonka, Płonka Poleśna, Równianki, Rudnik, Suche Lipie, Suszeń, Wierzbica.

## Pozostałe
Majdan Borowski Drugi, Majdan Średni, Maszów Dolny, Maszów Górny, Międzylas, Mościska-Kolonia, Nowiny, Płonka-Kolonia, Potasznia, Romanówek.

## Sąsiednie gminy
Gorzków, Izbica, Nielisz, Sułów, Turobin, Żółkiewka